# 杨耀南
杨耀南（1919年—2001年7月），男，陕西子长人，中华人民共和国政治人物，曾任中共中央调查部副部长，国家安全部副部长。